# Vlag van Houston

Vlag van Houston

De vlag van Houston is de officiële vlag van de stad Houston. Hij bestaat uit een grote witte vijfpuntige ster op een blauwe achtergrond met het stadszegel in de ster. De vlag werd aangenomen in 1915.
Het stadszegel werd in 1840 aangenomen. Het beeldt een 4-4-0 locomotief af, ironisch genoeg voordat een spoorlijn Houston bereikte.